# Mousse Boulanger
Mousse Boulanger, geboren Berthe Sophie Neuenschwander (Boncourt, 3 november 1926 – Payerne, 16 januari 2023), was een Zwitserse schrijfster, actrice en radiojournaliste.

## Biografie
Boulanger was een dochter van Otto Jean Hermann Neuenschwander, die technicus was, en Bertha Baumann. In 1945 deed ze eindexamen aan de kantonnale school van Porrentruy. Ze ging toneellessen volgen en stond als actrice op het podium. In 1955 huwde ze met Pierre Boulanger (pseudoniem van Pierre Hostettler, 1928-1978), een acteur en regisseur. 
Als actrice gaf Boulanger poëzievoordrachten samen met haar echtgenoot. Ook na zijn dood in 1978 produceerde en presenteerde ze jarenlang literaire programma's voor Radio Suisse Romande. Ze zette zich in voor de ondersteuning van schrijvers en de verspreiding van hun werk. Ze was voorzitster van de commissie van de Schweizerische Nationalbibliothek en was tevens lid van de literaire jury van de Société jurassienne d'émulation.
Haar schrijfcarrière kwam vanaf 1967 op gang. Ze publiceerde romans, novelles, korte verhalen, dichtbundels en jeugdliteratuur.
Mousse Boulanger overleed in 2023 op 96-jarige leeftijd in een ziekenhuis in Payerne.

## Werken

### Poëzie
- Tendre pays, Jarnac 1967
- Reflets, Lausanne 1973
- Ce qui reste du jour, Bagnols-sur-Cèze 1975
- Poèmes-missives, Rochessauve-en-Ardèche 1985
- Poèmes à l’homme, Lausanne 1988
- L’Écuelle des souvenirs, Lausanne 2000
- J’attends les algues sur la pierre, Grand-Saconnex 2005
- Aussi mince que l’oiseau, Lausanne 2007
- Le Collier des solitudes, Grand-Saconnex 2008
- Sagesse de l’arbre, Grand-Saconnex 2013
- L’Oisellerie, Grand-Saconnex 2017

### Proza
- L’Arbre aux oiseaux, contes pour grandes personnes, Lausanne 1978
- Promenade avec Gustave Roud, verzameld door Mousse Boulanger, Quimper 1987
- Si ce n’est le passant, Yverdon-les-Bains 1991
- L’Oiselière: histoire d’ailes, Grolley 1994
- La Petite Emma, Grolley 1996
- Noël de toujours: souvenirs, brèves, contes, Grolley 1998
- Et si la poésie n’existait plus? Excursion en contrées poétiques, Grolley 2002
- La Déchéance, Lausanne 2004
- Légende de la Gruyère. L’ours et la grue, Yens-sur-Morges 2005
- Du sang à l’aube, Lausanne 2010
- Les Frontalières, Lausanne 2013

### Kinderboeken
- Je m’appelle Suzanne, Zürich 1978
- Cœur d’or, le petit lapin blanc, Lausanne 1990
- La Pierre magique, Saint-Pierre-de-Clages 2007
- La Souris bleue, Lausanne 2007

## Over Mousse Boulanger
- (fr)  Corine Renevey, Mousse Boulanger. Femme poésie: une biographie. L’Aire, Vevey 2021, ISBN 978-2-88956-191-9.